# Pascal Manoukian
Pour les articles homonymes, voir Manoukian.
Pascal Manoukian (né en 1955) est un ancien grand reporter de guerre français, ancien directeur général de l’agence CAPA Presse et écrivain.

## Biographie
Né à Meudon dans une famille d’origine arménienne, Pascal Manoukian a couvert entre 1975 et 1995 la plupart des grands conflits (Liban, Guatemala, Yougoslavie, Irak…). Il se fait remarquer en décembre 1979 comme l’un des seuls photographes occidentaux présent en Afghanistan au moment où l’Union Soviétique envahit ce pays.
En novembre 2013, il est nommé directeur de l’agence CAPA, poste qu’il occupe jusqu’en février 2016 date à laquelle Philippe Levasseur le remplace.
Il est également un auteur de récits, d’essais et de romans, récompensé en 2016 par le prix Première à la foire du livre de Bruxelles pour son roman Les Échoués.
En Octobre 2018, à l'occasion de la parution du livre-photos Au royaume des insoumis, il est invité à venir exposer lors de la 25e édition du prix Bayeux - Calvados des correspondants de guerre.

## Œuvres

### Romans et récits
- Le Fruit de la patience, mémoires nostalgiques d’un arménien (1983)
- Le Diable au creux de la main (2013)
- Les Echoués (Éditions Don Quichotte, 2015)
- Ce que tient ta main droite t'appartient (2017)
- Le Paradoxe d'Anderson (2018)
- Le Cercle des hommes (2020)

### Ouvrages collectifs
- L’Aventure le choix d’une vie (2017)
- Ce qu’ils font est juste (2017)

### Livre Photos
- Au royaume des insoumis (2018)